# 丁型海防艦
| 丁型海防艦  | 丁型海防艦 |
| ----------- | --- |
| 第2号海防艦 | |
| 艦級概観    | |
| 艦種        | 海防艦 |
| 艦名        | 偶数番号＋海防艦 |
| 前級        | 丙型海防艦 |
| 次級        | - |
| 性能諸元    | |
| 排水量      | 基準：740t |
| 全長        | 69.5m |
| 水線長      | |
| 全幅        | 8.6m |
| 吃水        | 3.05m |
| 機関        | 蒸気タービン1基1軸 2,500馬力                                                                                             |
| 燃料        | 重油240トン |
| 最大速力    | 17.5ノット |
| 航続距離    | 14ノットで4,500海里 |
| 乗員        | 141名（計画） |
| 兵装        | （計画時） 45口径12センチ高角砲 単装2基 25mm三連装機銃2基 三式迫撃砲単装1基 三式爆雷投射機12基 爆雷投下軌条1基 爆雷120個 |
| 同型艦      | 143隻（計画） 67隻（完成）                                                                                               |

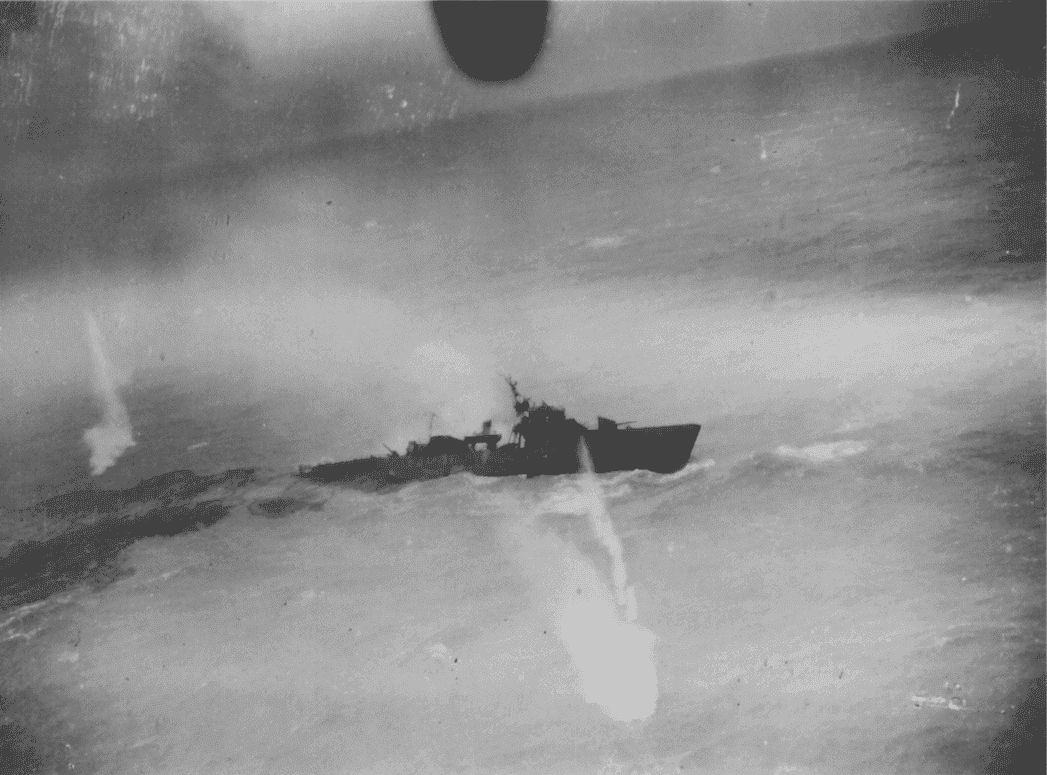
沈没寸前の134号海防艦。

丁型海防艦（ていがたかいぼうかん）は、日本海軍が第二次世界大戦において運用した海防艦の艦級である。主に船団護衛に用いられた。基本計画番号はE22。量産性を最重視し、丙型海防艦と同じく、それまでの日振型・鵜来型より、一層の小型化・簡略化が進められている。なお「丁型」の名称は計画時の呼称であり各書籍などで普遍的に用いられているものだが、海軍が定めた艦型名は第二号型海防艦である。同型艦は67隻が竣工した。

## 概要
日本海軍は、第二次世界大戦の後期に、大量の護衛艦を必要としていた。択捉型以降、対潜・対空性能および量産性を重視した海防艦を建造しようと努力し、かなり簡略化が進められた日振型海防艦・鵜来型海防艦を建造するに至った。しかし、戦況の悪化に伴い、さらなる護衛艦艇の増強が求められたため、小型化、艦型をさらに簡略化し、量産性に適した艦を建造することとなった。
この際、まずディーゼル機関を搭載した丙型海防艦の建造計画が立てられたが、機関の生産能力の不足により、必要量を満たせない可能性があった。そのため、ほぼ同じ大きさの艦体に、ディーゼル機関ではなく蒸気タービン機関を搭載した本型の建造計画も立てられた。
設計は、1943年6月に開始され、7月には完了した。機関は、戦時標準船向けに生産されていた蒸気タービン機関が使用された。丙型海防艦のディーゼル2基合計1,900馬力に対し、蒸気タービン1基2,500馬力と出力は向上している。それにより、最高速力は17.5ノットと向上したが、タービン機関はディーゼルより燃費が悪く、所要航続距離の4,500海里を達成するために、240トンの燃料を搭載した。対潜兵装は充実しており爆雷搭載量も120個と多い。
艦名は一番艦が第二号海防艦と命名され、その後は偶数番号が付けられた（奇数番号は丙型海防艦へ付けられた）。
一番艦は1943年10月に起工し、1944年2月には竣工している。最短で起工から竣工まで74日の艦があり、量産性の確保には成功している。143隻の建造計画が立てられたが、64隻が戦争中に完成し、戦後に復員輸送用に3隻が完成している。戦歴は激しく、25隻が撃沈されている。戦後、掃海艦や特別輸送艦の指定を受けた各艦は「海第何号」と改称のうえ各々の任務に従事した。

## 同型艦
艦名 - 竣工日（建造所） - 戦没日、原因（場所）、もしくは戦後の様子など。
- 第2号 - 1944年2月28日（横須賀海軍工廠） - 舞鶴で終戦。
- 第4号 - 1944年3月7日（横須賀海軍工廠） - 1945年7月28日、鳥羽港にて航空機の爆撃で撃沈された
- 第6号 - 1944年3月15日（横須賀海軍工廠） - 1945年8月13日、北海道厚別沖にて米潜水艦アトゥルの雷撃で撃沈された。
- 第8号 - 1944年2月29日（三菱長崎） - 復員輸送後の1947年7月16日アメリカに引渡し。
- 第10号 - 1944年2月29日（三菱長崎） - 1944年9月27日、ヒ72船団を護衛中、奄美大島付近において米潜水艦プライスの雷撃で撃沈された。
- 第12号 - 1944年3月22日（横須賀海軍工廠） - 掃海作業後の1947年9月5日アメリカに引渡し　佐世保で解体される。
- 第14号 - 1944年3月27日（横須賀海軍工廠） - 復員輸送後の1947年7月6日、上海にて中華民国に賠償艦として引渡されるも、軍に編入されず放置。1949年5月、上海の陥落により中華人民共和国に捕獲され、武昌(Wu-Chang)に改称。1982年、除籍され解体。
- 第16号 - 1944年3月31日（横須賀海軍工廠） - 復員輸送後の1947年8月14日イギリスに引渡し。
- 第18号 - 1944年3月8日（三菱長崎） - 1945年3月29日、ヒ88J船団を護衛中、航空機の攻撃により撃沈された。（仏印東方）
- 第20号 - 1944年3月11日（三菱長崎） - 1944年12月29日、航空機（ルソン西岸）
- 第22号 - 1944年3月24日（三菱長崎） - 掃海作業後の1947年9月5日アメリカに引渡し。
- 第24号 - 1944年3月28日（三菱長崎） - 1944年6月28日、硫黄島南岸にて米潜水艦アーチャーフィッシュの雷撃で撃沈された。
- 第26号 - 1944年5月31日（三菱長崎） - 掃海作業後の1947年9月6日アメリカに引渡し、呉で解体。
- 第28号 - 1944年5月31日（三菱長崎） - 1944年12月14日、ルソン島西岸で米潜水艦ブレニーの雷撃で撃沈された。
- 第30号 - 1944年6月26日（三菱長崎） - 1945年7月28日、航空機（由良内）
- 第32号 - 1944年6月30日（三菱長崎） - 復員輸送後の1947年7月16日イギリスに引渡し。
- 第34号 - 1944年8月25日（石川島造船所） - 復員輸送後の1947年7月5日ソ連に引渡し。1960年12月3日、除籍解体。
- 第36号 - 1944年10月21日（藤永田造船所） - 復員輸送後の1947年7月19日アメリカに引渡し、鶴見で解体。
- 第38号 - 1944年8月10日（川崎重工） - 1944年11月15日、マニラ西方で米潜水艦ハードヘッドの雷撃で撃沈された。
- 第40号 - 1944年12月22日（藤永田造船所） - 掃海作業後の1947年8月29日、中華民国に賠償艦として引渡され、成安(Cheng-An)となる。1958年、除籍解体。
- 第42号 - 1944年8月25日（三菱長崎） - 1945年1月10日、沖縄西方で米潜水艦パファーの雷撃で撃沈された。
- 第44号 - 1944年8月31日（三菱長崎） - 復員輸送後の1947年7月5日アメリカに引渡し、川﨑泉州で解体された。
- 第46号 - 1944年8月29日（川崎重工） - 1945年8月17日触雷沈没。
- 第48号 - 1945年3月13日（藤永田造船所） - 掃海作業後の1947年8月28日ソ連に引渡し。
- 第50号 - 1944年10月13日（石川島造船所） - 終戦時大阪で艦尾切断状態。
- 第52号 - 1944年9月25日（三菱長崎） - 復員輸送後の1947年7月29日ソ連に引渡し。1958年3月11日除籍解体された。
- 第54号 - 1944年9月30日（三菱長崎） - 1944年12月15日、航空機（ルソン北方）
- 第56号 - 1944年9月27日（川崎重工） - 1945年2月17日、御蔵島東方にて米潜水艦ボーフィンの雷撃で撃沈された。
- 第58号 - 1946年4月8日復員輸送船として完成（藤永田造船所） - 1947年7月31日アメリカに引渡し、佐世保で解体。
- 第60号 - 1944年11月9日（川崎重工） - 復員輸送後の1947年8月14日イギリスに引渡し。
- 第62号 - 戦後呉で完成予定（日立造船向島工場）も原因不明で浸水沈没。 - 工程80％。1947年呉で解体
- 第64号 - 1944年10月15日（三菱長崎） - 1944年12月3日、海南島東方において米潜水艦パイプフィッシュの雷撃で撃沈された。
- 第66号 - 1944年10月29日（三菱長崎） - 1945年3月13日、航空機（海南島東方）
- 第68号 - 1944年10月20日（川崎重工） - 1945年3月24日、カナ304船団護衛中、航空機（東シナ海）
- 第70号 - 未成（日立造船向島工場）
- 第72号 - 1944年11月25日（石川島造船所） - 1945年7月1日、鎮南浦付近にて米潜水艦ハッドの雷撃で撃沈された。
- 第74号 - 1944年12月10日（三菱長崎） - 1945年7月14日、航空機（室蘭港）
- 第76号 - 1944年12月23日（三菱長崎） - 掃海作業後の1947年8月28日ソ連に引渡し。
- 第78号 - 1946年4月4日、復員輸送船として完成（川崎重工泉州工場） - 1947年7月29日ソ連に引渡し。
- 第80号 - 未成（向島造船）
- 第82号 - 1944年12月31日（三菱長崎） - 1945年8月10日、航空機（北鮮東方）
- 第84号 - 1944年12月31日（三菱長崎） - 1945年3月29日、ヒ88J船団を護衛中、仏印東方で米潜水艦ハンマーヘッドの雷撃により撃沈された。
- 第102号 - 1945年1月20日（三菱長崎） - 掃海作業後の1947年8月28日ソ連に引渡し。
- 第104号 - 1945年1月31日（三菱長崎） - 掃海作業後の1947年8月29日、中華民国に賠償艦として引渡され、泰安(Tai-An)となる。1958年、除籍解体。
- 第106号 - 1945年1月13日（石川島造船所） - 復員輸送後の1947年7月5日アメリカに引渡し。
- 第112号 - 1944年10月24日（川崎重工泉州工場） - 1945年7月18日、樺太亜庭湾において稚泊連絡船宗谷丸を護衛中、米潜水艦バーブの雷撃を受け沈没
- 第116号 - 1945年11月28日、復員輸送船として竣工（石川島造船所） - 1946年3月25日かく座により船体放棄除籍。
- 第118号 - 1944年12月27日（川崎重工泉州工場） - 復員輸送後の1947年7月31日、上海にて中華民国に賠償艦として引渡されるも、軍に編入されず放置。1949年5月、上海陥落により中華人民共和国に捕獲され、長沙(Chang-Sha)に改称。1975年6月、第242号対潜標的艦に改称。1982年、海没処分。
- 第122号 - 未成（石川島造船所）
- 第124号 - 1945年2月9日（川崎重工泉州工場） - 終戦時触雷で航行不能状態、1947年川南香焼島で解体。
- 第126号 - 1945年3月26日（川崎重工泉州工場） - 復員輸送後の1947年8月14日イギリスに引渡し
- 第130号 - 1944年8月12日（川崎重工泉州工場） - 1945年3月30日、ヒ88J船団護衛中、航空機（仏印東方）
- 第132号 - 1944年9月7日（播磨造船） - 戦後復員輸送
- 第134号 - 1944年9月7日（播磨造船） - 1945年4月6日、ホモ03船団護衛中、航空機（廈門南方）
- 第138号 - 1944年10月23日（播磨造船） - 1945年1月2日、航空機（ルソン西岸）
- 第142号 - 1946年4月7日、復員輸送船として竣工（川崎重工泉州工場） - 1947年7月29日ソ連に引渡し。
- 第144号 - 1944年11月23日（播磨造船） - 1945年2月2日、マレー半島東方にて米潜水艦ベスゴの雷撃により撃沈された。
- 第150号 - 1944年12月24日（播磨造船） -復員輸送後の1947年7月4日青島でアメリカに引渡し。
- 第154号 - 1945年2月7日（播磨造船） - 掃海作業後の1947年9月10日イギリスに引渡し、因島で解体。
- 第156号 - 1945年3月8日（播磨造船） - 掃海作業後の1947年9月4日イギリスに引渡し、舞鶴で解体。
- 第158号 - 1945年4月13日（播磨造船） - 復員輸送後の1947年7月25日アメリカに引き渡し、舞鶴で解体。
- 第160号 - 1945年8月16日（播磨造船） - 復員輸送後の1947年9月8日イギリスに引渡し、七尾で解体。
- 第186号 - 1945年2月15日（三菱長崎） - 1945年4月2日、航空機（奄美大島）
- 第190号 - 1945年2月21日（三菱長崎）- 終戦時大阪で中破。
- 第192号 - 1945年2月28日（三菱長崎） - 復員輸送後の1947年7月31日、中華民国に賠償艦として引渡され、同安(Tong-An)となるも状態が悪く、使用されることのないまま1952年に除籍解体された。
- 第194号 - 1945年3月15日（三菱長崎） - 復員輸送後の1947年7月6日、中華民国に賠償艦として引渡され、威海(Wei-Hai)となる。1949年4月、長江突破戦で中華人民共和国に捕獲され済南(Ji-Nan)に改称。1970年代に除籍後、実艦標的になり海没処分。
- 第196号 - 1945年3月31日（三菱長崎） - 復員輸送後の1947年7月5日ソ連に引渡し。
- 第198号 - 1945年3月31日（三菱長崎） - 復員輸送後の1947年7月31日、上海にて中華民国に賠償艦として引渡されるも、軍に編入されず放置される。1949年5月、上海陥落により中華人民共和国に捕獲され、西安(Xi-An)に改称された。1975年、除籍解体。
- 第200号 - 1945年4月20日（三菱長崎） - 終戦時中破、舞鶴で解体。
- 第202号 - 1945年7月7日（三菱長崎） - 触雷のため終戦時航行不能、1947年佐世保で解体。
- 第204号 - 1945年7月11日（三菱長崎） - 終戦時中破状態、1947年佐世保で解体。

## 註
1. ↑  雑誌「丸」編集部編『日本海軍艦艇写真集 : ハンディ判. 21』光人社、1998年、ISBN 4-7698-0840-2、p.31
2. ↑  海人社刊 世界の艦船 増刊第45集『日本海軍護衛艦艇史』、潮書房刊 丸スペシャル 日本海軍艦艇シリーズNo. 29『海防艦』など。
3. ↑  海軍大臣官房発行『内令提要』第13類「艦船」の【艦艇類別等級】(昭和18年12月22日付 内令第2776号に係る改訂分以降に収録)および本艦型艦名の加除に係る各内令による。
4. ↑  ボルネオ島－日本本土間の距離3,000海里に、戦闘等による航程増加を5割増しと見込んで加えたもの
5. ↑  丙型の燃料搭載量は106トン
6. ↑  昭和20年12月20日付 第二復員省 内令第12号。